# Паникер, Колоджи
Ковалечжи Чирампатхур Шанкаран Паникер (малаял. കെ.സി.എസ്. പണിക്കർ, 30 мая 1911 — 16 января 1977) — индийский художник-абстракционист.

## Биография
Родился в городе Коимбатур. Получил начальное образование. Уже в детстве проявил незаурядные способности к рисованию. В 1918 году поступил работать на телеграф. Уже в 12 лет начал писать пейзажи. В 1928 году состоялась его первая выставка Мадрасском обществе изобразительного искусства. В 1930 году получил среднее образование. В 1936 году поступил в государственную школу искусств и ремесел в Мадрасе, которую окончил в 1940 году. В 1941 году состоялись его персональные выставки в Мадрасе и Дели. В 1944 году основал Ассоциацию прогрессивных художников.
В 1954 году признан Министерством образования одним из Девяти известных художников и становится членом Исполнительного совета Академии Лалит Кала (Нью-Дели). После этого совершает путешествие в Великобритании, Франции, Швейцарии и Италии. В том же году прошли его персональные выставки в Лондоне, Лилле и Париже.
В 1955 году назначается проректором, а с 1958 года становится ректором государственного колледжа изобразительных искусств в Ченнаи. В 1959 году был в составе делегации в СССР, где посетил Москву, Ленинград, Киев. В 1961 году организовал персональную выставку в Сан-Паулу (Бразилия). в следующем году был среди участников Индийской художественной выставки в Мексике. В 1963 году становится членом индийской делегации на Всемирный художественный конгресс в Нью-Йорке (США).
В 1964 году принимает участие в Токийской выставке, в 1965 году — в Лондоне, в 1967 году — в Венецианской биеннале. В том же году получает Национальную премию по живописи.
В 1966 году основал рядом от Ченнаи деревню художников, где проповедовал коммунальный образ жизни и творчества. С 1968 до 1976 года постоянный участник выставок искусства, а также I, II и III Триеннале мирового искусства (Индия). В 1976 году становится членом Академии Лалит Кала.
Умер в селе художников вблизи Ченнаи в ночь с 15 на 16 января 1977 года.

## Творчество
В его картинах заметно влияние постимперионизма, западного модернизма. В 1960-х годах обратился к традиционным индийским фрескам, пытался их совместить с модернизмом. Самой известной является работа «Слова и символы».